# David Keilin
David Keilin, britanski entomolog in parazitolog poljsko-judovskega rodu, * 21. marec 1887, Moskva, † 27. februar 1963, Cambridge.
Ukvarjal se je zlasti z življenjskim krogom žuželk in prispeval več pomembnih odkritij o razmnoževanju obadov, dihanju ličink muh in podobnih procesih. Najbolj znan je po tem, da je v 1920. ponovno odkril in poimenoval pigment citokrom, ki ga je bil odkril C. A. MacMunn že leta 1884, a je bilo njegovo odkritje spregledano.
Leta 1939 je prejel Kraljevo medaljo in leta 1951 mu je Kraljeva družba podelila Copleyjevo medaljo.